# Gliese 86 b
Gliese 86 b auch Gliese 86 Ab (um ihn besser vom Doppelsternpartner Gliese 86 B des Primärsterns Gliese 86 A zu unterscheiden) oder kurz auch Gl 86 Ab ist ein extrasolarer Planet in etwa 35 Lichtjahren Entfernung von unserem Sonnensystem und befindet sich im Sternbild des Eridanus.
Der Exoplanet wurde um den K-Zwergstern Gliese 86 A im November 1998 durch ein französisches Forscherteam am ESO entdeckt.
Er umkreist seinen Mutterstern sehr nahe und beendet eine Umkreisung bereits in 15 Tagen 18 Stunden und 15 Minuten.
Erste astrometrische Untersuchungen durch den Hipparcos-Satelliten legten den Schluss nahe, dass der Planet eine Inklination von etwa 164° besitzt und eine Masse von mehr als 15 Jupitermassen, was ihn zu einem Braunen Zwerg gemacht hätte.
Weitere Analysen zeigten jedoch, dass die Messdaten von Hipparcos nicht genau genug sind um von ihm verlässliche astrometrische Daten substellarer Objekte zu erhalten.
Die Messergebnisse der Radialgeschwindigkeiten von Gliese 86 A zeigen einen linearen Trend, wenn man den Einfluss des Planeten Gl 86 Ab herausrechnet, ein Indiz für physische Kopplung mit seinem Begleiter dem Weißen Zwerg Gliese 86 B.